# معالجة بتقويم العظام
المعالجة بتقويم العظام (اختصارًا معالجة العظام) هو نمط من الطب البديل الذي يهتم بالمنابلة الفيزيائية لأنسجة العضلات والعظام. يُشار إلى ممارسي تقويم العظام باسم اختصاصيي المعالجة بتقويم العظام. اشتُق هذا الاسم من الكلمات اليونانية القديمة «العظمة bone» (ὀστέον) و «الحساسية تجاه» أو «الاستجابة إلى» (-πάθεια).
منابلة تقويم العظام هي المجموعة الأساسية من تقنيات تقويم العظام. لا تملك أقسام مجال تقويم العظام مثل العلاج القحفي العجزي أي قيمة علاجية، وصُنفت على أنها علم زائف. تعتمد التقنيات على أيديولوجية ابتكرها أندرو تايلور ستيل (1828-1917) والتي تفترض وجود «استمرارية اللفافة العضلية» - وهي عبارة عن طبقة نسيجية «تربط كل جزء من أجزاء الجسم بكل جزء آخر». يحاول اختصاصيو تقويم العظام تشخيص وعلاج ما كان يطلق عليه في الأصل «آفة الاعتلال العظمي»، والذي يُطلق عليه الآن «الخلل الوظيفي الجسدي» عن طريق منابلة عظام الشخص وعضلاته. تُستخدم تقنيات «أو إم تي» بشكل شائع لعلاج آلام الظهر ومشاكل الجهاز العضلي الهيكلي الأخرى.
في الولايات المتحدة، تعادل درجة التدريب الذي يقوم به أطباء تقويم العظام (الذين يمارسون طب تقويم العظام وليس المعالجة بتقويم العظام) في القرن الحادي والعشرين تدريب أطباء الدكتوراه في الطب.
رغم أن منابلة المعالجة بتقويم العظام ما زالت مدرجةً في المناهج الدراسية لأطباء تقويم العظام، وثابتةً باعتبارها جانبًا منفردًا من تدريب «دي أو» (الدكتور في تقويم العظام)، وُصف هذا بأنه مجرد «تدريب إضافي على ممارسات العلوم الزائفة». تعرضت كليات الطب التقويمي للانتقادات باعتبارها أضعف في مجال البحث من كليات الطب فيما يتعلق بالبحث وفهم الاستقصاء العلمي. يُتاح لخريجي كليات الطب التقويمي في الولايات المتحدة خيار الحصول على مقعد في كل من امتحان الترخيص الطبي الشامل الخاص باختصاصيي تقويم العظام واختبار الرخصة الطبية الأمريكي.

## تاريخه
أُسس طب تقويم العظام من قبل أندرو تايلور ستيل، وهو طبيب أمريكي من القرن التاسع عشر، وجراح في أثناء الحرب الأهلية، ومشرع ولاية كانساس والمشرع الإقليمي. عاش قرب مدينة بالدوين، كانساس في وقت الحرب الأهلية الأمريكية، وهناك أسس ممارسة المعالجة بتقويم العظام. زعم ستيل أن المرض البشري متجذر في مشاكل الجهاز العضلي الهيكلي، وأن المنابلة التقويمية يمكن أن تحل هذه المشاكل عن طريق تسخير إمكانيات الجسم للإصلاح الذاتي. منع ستيل مرضاه من العلاج بالطب التقليدي، وكذلك من الممارسات الأخرى مثل شرب الكحول. هذه الممارسات مستمدة من الاعتقاد الشائع في أوائل القرن التاسع عشر بين أنصار الطب البديل (الذي سمي آنذاك «الطب غير النظامي» أو «الطب غير الأرثوذكسي») أن الحالة الطبيعية للجسم تميل نحو الصحة وتملك بطبيعتها القدرة على مكافحة أي مرض. 
كان هذا معارضًا للممارسين الأرثوذكس، الذين اعتبروا أن تدخل الطبيب ضروري لاستعادة صحة المريض. في الوقت الذي أسس فيه ستيل قواعد المعالجة بتقويم العظام، شكل الانقسام بين الطب غير النظامي والطب النظامي صراعًا كبيرًا استمر لعقود. تعود أسس هذا الاختلاف إلى منتصف القرن الثامن عشر، عندما بدأ التقدم في علم وظائف الأعضاء (الفسيولوجيا) يحدد أسباب وطبيعة الأمراض في أعضاء وأنسجة معينة. بدأ الأطباء بتحويل تركيزهم من المريض إلى الحالة الداخلية للجسم، ما أدى إلى نشوء مشكلة دُعيت «المريض المتواري». ثم نشأت حركة أقوى نحو الطب التجريبي والعلمي.
من وجهة نظر الأطباء غير الأرثوذكسيين، تُرك التعاطف والشمولية اللذان كانا جزءًا لا يتجزأ من الطب سابقًا. أصبح الطب البطولي بمثابة عرف لعلاج المرضى، وأصبحت الممارسات العدوانية مثل إراقة الدم ووصف المواد الكيميائية مثل الزئبق في مقدمة العلاجات.
بدأ الطب البديل في بدايات القرن التاسع عشر عندما بدأ ظهور ممارسات لطيفة مقارنة بالطب البطولي. مارس المعالجون بالطب التجانسي والطومسونيون والمعالجون بالماء أشكالًا غير تقليدية للشفاء، وربما كان لها جاذبية قوية عند المرضى بسبب ممارساتهم المخففة.
مع نمو الطب البديل ليشمل المزيد من الأتباع، استمر الطب الأرثوذكسي في إلقاء اللوم والسعي إلى إبطال «الممارسات غير النظامية» كما أسماها الممارسون الأرثوذكس في الطب البطولي. بدأ الانقسام يظهر نفسه في الساحة الطبية عندما سعى كل جانب إلى الدفاع عن ممارسته، إذ حاول كل من الممارسين غير النظاميين والنظاميين تشويه سمعة الآخر. تذرع غير النظاميين - أولئك الذين يشار إليهم الآن باسم ممارسي الطب البديل - أن النظاميين بالغوا في ممارسة النهج الميكانيكي في علاج المرضى، وعالجوا أعراض المرض بدلًا من الأسباب الأصلية، ولم يلقوا بالًا إلى الضرر الذي تسببوا فيه لمرضاهم. كان لدى الممارسين النظاميين حجة مماثلة، حيث قالوا إن الطب غير التقليدي لا أساس له، وله آثار سلبية، وخطير على المصاب بالمرض. هذه هي البيئة الطبية التي سادت طوال القرن التاسع عشر، وهذه هي الأوضاع التي انخرط فيها ستيل عندما بدأ في تطوير فكرته حول تقويم العظام.
بعد تعرضه لفقدان زوجته وبناته الثلاث بسبب التهاب السحايا الشوكية، وملاحظة أن النظام الطبي الأرثوذكسي الحالي لم يتمكن من إنقاذهن، ربما تشجع ستيل على تشكيل مواقفه الإصلاحية تجاه الطب التقليدي. خطط ستيل لإصلاح المشهد الطبي الأرثوذكسي وتأسيس ممارسة لا تلجأ بسهولة إلى الأدوية والمسكنات والعلاجات الغازية القاسية لعلاج الشخص الذي يعاني من المرض على غرار عقلية غير النظاميين في أوائل القرن التاسع عشر. يُعتقد أنه تأثر بشخصيات روحانية مثل أندرو جاكسون ديفيس وأفكار الشفاء المغناطيسي والكهربائي. بدأ ستيل بممارسة عمليات المنابلة التي تهدف إلى استعادة الانسجام في الجسم. على مدى السنوات الخمس والعشرين التالية، جذب ستيل الدعم لفلسفته الطبية التي رفضت الطب الأرثوذكسي وشكل فلسفته حول تقويم العظام. تضمنت مكونات هذه الفلسفة فكرة أن البنية والوظيفة مترابطتان، وتكمن أهمية كل جزء من الجسم في تناغم الوظائف لكامل الجسم.
سعى ستيل إلى إنشاء مدرسة طبية جديدة يمكنها إنتاج أطباء مدربين بموجب هذه الفلسفة، ومستعدين للتنافس مع الأطباء الأرثوذكس. أسس المدرسة الأمريكية لتقويم العظام في 20 مايو عام 1892 في كيركفيل، ميزوري، مع 21 طالبًا في الصف الأول.
وصف ستيل أسس تقويم العظام في كتابه «فلسفة والمبادئ الميكانيكية في تقويم العظام» عام 1892. أطلق على كلية الطب الجديدة اسم «تقويم العظام» ، معتبرًا أن «العظم، أو وحدة العظم، هي نقطة البداية التي يتحقق من خلالها من سبب الحالات المرضية». وادعى أخيرًا أنه يمكنه أن «يهز الطفل ويوقف الحمى القرمزية والخانوق والدفتيريا ويعالج السعال الديكي في ثلاثة أيام عن طريق ثني رقبته».
عندما مُنحت ولاية ميسوري الحق في منح درجة دكتوراه في الطب، بقي غير راضٍ عن محدوديات الطب التقليدي واختار بدلًا من ذلك الإبقاء على تميز درجة «دكتور في تقويم العظام». في أوائل القرن العشرين، سعى اختصاصيو المعالجة بتقويم العظام في جميع أنحاء الولايات المتحدة إلى تأسيس قانون من شأنه إضفاء الشرعية على درجتهم الطبية وفقًا لمستوى الطبيب الحديث. كانت العمليات شاقة ولم تخل من الصراع. استغرق الأمر في بعض الولايات سنوات لتمرير السندات القانونية. غالبًا ما تعرض اختصاصيو تقويم العظام للتهكم وقبض عليهم في بعض الحالات، ولكن تمكن اختصاصيو تقويم العظام في كل ولاية من تحقيق الاعتراف القانوني والإجراءات التي خططوا لمتابعتها. في عام 1898 أطلق المعهد الأمريكي لتقويم العظام «مجلة تقويم العظام» وبحلول ذلك الوقت اعترفت أربع ولايات بتقويم العظام على أنه مهنة.

## حول العالم
تطورت مهنة الطب التقويمي إلى فرعين أساسيين، الفرع الأول يختص بالطب اليدوي البديل والفرع الثاني يشمل نطاق كامل من الممارسة الطبية من تشخيص وعلاج يقوم به أطباء الاستيوباثي. وتوجد جهود مستمره لتعزيز التبادل والحوار بين هذين الفرعيين. وتنظيم التعامل مع أطباء الاستيوباثي يختلف باختلاف الدولة.التحالف الدولي للاستيوباثي لديه دليل البلاد مع تفاصيل التسجيل وممارسة الحقوق وقائمة بجميع الكليات المعتمدة للاستيوباثي.

### أستراليا
في أستراليا، على طبيب الاستيوباثي إكمال ما لا يقل عن خمس سنوات من التدريب الجامعي في علم التشريح، علم وظائف الأعضاء، علم الأمراض، والتشخيص الطبي العام والتقنيات التقويميه. يتم تدريبهم أيضا لأداء الفحوص الطبية المعتادة في العضلات والعظام، القلب والأوعية الدموية والجهاز التنفسي والجهاز العصبي. ويجب أن يحصل طبيب الاستيوباثي إما علي درجه مزدوجة البكالوريوس أو الماجستير. ويعمل طبيب الاستيوباثي في القطاع الخاص، وأغلبية التأمين الصحي بالإضافة إلى نظام الرعاية الصحية العامة في أستراليا تغطي العلاج من خلال أطباء الاستيوباثي.

### الولايات المتحدة الأمريكية
تعترف الولايات المتحدة الأمريكية بأطباء الاستيوباثي (DO) الحاصلين على درجه علميه وتدريب مماثل لاقرانهم في فروع الطب الأخرى الحاصلين على درجة دكتور في الطب (MD). ولا يعترف النظام الأمريكي بممارسي الاستيوباثي على النظام الاوروبى. ويجب أن يكمل طبيب الاستيوباثي 4 سنوات في كلية الطب يليها على الأقل سنتين كطبيب مقيم.

### كندا
يقوم أطباء الاستيوباثي بتوفير الرعاية الطبية الشاملة في كندا منذ بداية القرن العشرين.و علي طبيب الاستيوباثي إكمال نفس التعليم الطبي الشامل مثل باقي التخصصات الطبية فضلا عن تدريب شامل في تقييم النشاط الحيوي لنظام العضلات والعظام والعلاج اليدوي. وبعد التخرج من 4 سنوات من التعليم الطبي المكثف، يجب على أطباء الاستيوباثي التدريب في حقل تخصص من اختيارهم. ثم يجب أن يقوموا باستكمال امتحانات شهادة التخصص وكذلك امتحانات الترخيص الطبي المطلوبة للتسجيل مع الجامعات المحلية من الأطباء والجراحين.

### مصر والشرق الأوسط
بداية تقديم طب الاستيوباثي في مصر كانت في عام 2005 في مؤتمر للعلاج الطبيعي قام فيه طبيب الاستيوباثي الدكتور هشام خليل بالقاء محاضره عن المنهج الشمولي للطب التقويمي في مفهوم اختلال وظائف الجسم. وقام بعدها بجولات للتعريف بعلم الاستيوباثي في العديد من دول الشرق الأوسط مثل السودان والأردن والسعودية وقطر والإمارات وعمان. وفي ديسمبر من عام 2007 تم عقد أول ورشة عمل عن المنهج الشمولي للطب التقويمي في معهد ناصر تحت رعاية كلية العلاج الطبيعي بجامعة القاهرة.
و في أغسطس من عام 2010 تم إنشاء الجمعية المصرية للاستيوباثي برئاسة الدكتور هشام خليل لتكون أول كيان مختص بنشر علم الاستيوباثي في الشرق الأوسط. وتهتم الجمعية بالسعي إلى نشر استخدام الاستيوباثي خاصة في البلاد ذات الموارد المحدودة، لما يعانى قاطنوها من قصور في الخدمات الصحية خاصة لمرضى الآلام المزمنة. وفي عام 2012 تم توقيع بروتوكول تعاون مشترك بين كلية طب الاستيوباثي بالمملكة المتحدة وومؤسسة التعليم المستمر بالقاهرة التابعة للجمعية للتعاون في توفير دراسة درجة الماجستير في الاستيوباثي بمصر مدة دراسته تستغرق 4 سنوات يلتحق خلالها خريجى العلاج الطبيعى أو طب الاسنان أو بكالوريس طب.

### باللغة الإنجليزية
1. ↑  Snyder، John (2014). "Osteopathy in the NICU: False Claims and False Dichotomies". مؤرشف من الأصل في 2020-04-06. اطلع عليه بتاريخ 2017-03-28. So other than a lower admissions standard and the focus on a pseudoscientific belief system, there is no difference between the two educational systems. So why should this two-tiered system even exist? It is time to rid ourselves of this pre-scientific, dual system of medical education.
2. ↑  "Osteopathic Manipulative Treatment". NYU Langone Medical Center. 23 يوليو 2012. مؤرشف من الأصل في 2020-03-24. اطلع عليه بتاريخ 2012-09-05.
3. ↑  "House of Delegates Resolution H-301 – RE: H229-A/05 Osteopath & Osteopathy – Use of the Terms". مؤرشف من الأصل (PDF) في 2016-03-20.
4. ↑  Crosby، J (3 سبتمبر 2010). "Promoting DOs: Words and medium change, but message stays the same". DO Magazine. مؤرشف من الأصل في 2013-10-12.
5. ↑  "Style Guide for Reporting on Osteopathic Medicine". American Osteopathic Association. مؤرشف من الأصل في 2020-04-06. اطلع عليه بتاريخ 2012-12-17.
6. ↑  The word 'osteopathy', Tucker EE, Osteopath 1904, May:194–196.
7. ↑  The Theory of Osteopathy, E.E. Tucker and P.T. Wilson, Kirksville, Missouri, 1936.
8. ↑  Exposition of Still's thought: the word "osteopathy", Chila AG., J Am Acad Osteopath 2003, 13(2):2.
9. ↑  Howell، Joel D. (1999). "The Paradox of Osteopathy". New England Journal of Medicine. ج. 341 ع. 19: 1465–8. DOI:10.1056/NEJM199911043411910. PMID:10547412.[بحاجة لمصدر غير أولي]
10. ↑  Vincent C، Furnham A (1997). Manipulative Therapies: Osteopathy and Chiropractic. John Wiley & Sons. ص. 15. ISBN:978-0-471-96645-6. مؤرشف من الأصل في 2020-04-06. {{استشهاد بكتاب}}: |عمل= تُجوهل (مساعدة)
11. ↑  "Dubious Aspects of Osteopathy". www.quackwatch.org. مؤرشف من الأصل في 2020-04-06. اطلع عليه بتاريخ 2016-10-29. {{استشهاد ويب}}: |archive-date= / |archive-url= timestamp mismatch (مساعدة)
12. ↑  "Why Cranial Therapy Is Silly". www.quackwatch.com. مؤرشف من الأصل في 2020-04-06. اطلع عليه بتاريخ 2016-10-29. {{استشهاد ويب}}: |archive-date= / |archive-url= timestamp mismatch (مساعدة)
13. ↑  Gorski, David (14 نوفمبر 2011). "Defining what a 'physician' is". مؤرشف من الأصل في 2020-04-06. اطلع عليه بتاريخ 2019-04-28.
14. ↑  Dennis L. Kasper, Eugene Braunwald, Anthony S. Fauci, Stephen L. Hauser, Dan L. Longo, J. Larry Jameson, and Kurt J. Isselbacher, Eds.Chapter 10. Complementary and Alternative Medicine نسخة محفوظة 2013-12-24 على موقع واي باك مشين. Harrison's Principles of Internal Medicine, 16th Ed. 2005. McGraw-Hill.
15. ↑  Salzberg، Steven (27 أكتوبر 2010). "Osteopathic Physicians Versus Doctors". فوربس. مؤرشف من الأصل في 2020-04-06. اطلع عليه بتاريخ 2013-09-18.
16. ↑  "Medical Registration for Macon County, MO as of March 27, 1874, Missouri Digital Heritage, Secretary of State of Missouri". مؤرشف من الأصل في 2018-07-08. اطلع عليه بتاريخ 2011-11-13.
17. ↑  "Medical registration for Adair County, MO dated 28 July 1883". Missouri Digital Heritage, Secretary of State of Missouri. مؤرشف من الأصل في 2018-07-08.
18. ↑  "Six Survivors of First Free State Legislature in Kansas, Topeka Daily Capital, Missouri's Digital Heritage, Secretary of State of Missouri". Cdm.sos.mo.gov. مؤرشف من الأصل في 2017-04-01. اطلع عليه بتاريخ 2011-11-13.
19. ↑  "Charles E. Still (son) – Letters to Edith Mellor, DO. Missouri's Digital Heritage, Secretary of State of Missouri". Cdm.sos.mo.gov. مؤرشف من الأصل في 2018-11-26. اطلع عليه بتاريخ 2011-11-13.
20. ↑  Whorton، James C. (2002). Nature Cures: The History of Alternative Medicine in America. New York: Oxford University Press, Inc. ص. 8. ISBN:978-0-19-514071-2. مؤرشف من الأصل في 2020-04-06.
21. ↑  Whorton، James C. (2002). Nature Cures: The History of Alternative Medicine in America. New York: Oxford University Press. ص. 15. ISBN:978-0-19-514071-2. مؤرشف من الأصل في 2020-04-06.
22. ↑  Whorton، James C (2002). Nature Cures: The History of Alternative Medicine in America. New York: Oxford University Press. ص. 4. ISBN:978-0-19-514071-2. مؤرشف من الأصل في 2020-04-06.
23. ↑  Gevitz، Norman (1 يناير 2014). "A Degree of Difference: The Origins of Osteopathy and First Use of the "DO" Designation". The Journal of the American Osteopathic Association. ج. 114 ع. 1: 30–40. DOI:10.7556/jaoa.2014.005. ISSN:0098-6151. PMID:24384971.
24. ↑  Andrew Taylor Still, Discoverer of the Science of Osteopathy; Founder and President of the American School of Osteopathy (1892). The philosophy and mechanical principles of osteopathy (full text) (PDF). KANSAS CITY, Mo.: HUDSON-KIMBERLY PUB. CO. مؤرشف من الأصل (PDF) في 2019-07-14. اطلع عليه بتاريخ 2020-09-09.{{استشهاد بكتاب}}:  صيانة الاستشهاد: أسماء متعددة: قائمة المؤلفين (link) This edition 1902; copyright 1892. Chapters: Preface; Introduction; I. Important Studies; II. Some Substances of the Body; III. Divisions of the Body; IV. Head, Face, and Scalp; Chapter V. The Neck; VI. The Thorax; VII. The Diaphragm; VIII. The Abdomen; IX. The Pelvis; X. Fevers; XI. Biogen; XII. Smallpox; XIII. Obesity; XIV. Ear-Wax and Its Uses; XV. Convulsions; XVI. Obstetrics.
25. ↑  Webster, D.O.، George V. (1919). "Concerning Osteopathy". Early American Manual Therapy. مؤرشف من الأصل في 5 ديسمبر 2010.
26. ↑  "Osteopathic Virtual Museum". مؤرشف من الأصل في 16 مارس 2012. اطلع عليه بتاريخ 13 نوفمبر 2011.
27. ↑  Booth, Emmons Rutledge (1 Jan 1905). History of Osteopathy: And Twentieth-century Medical Practice (بالإنجليزية). Press of Jennings and Graham. Archived from the original on 2020-04-06.
28. ↑  "General Notices". Popular Science Monthly: 710. مارس 1898. مؤرشف من الأصل في 2020-04-06. اطلع عليه بتاريخ 2013-05-14.
29. 1 2  "Directories". Osteopathic International Alliance. مؤرشف من الأصل في 15 يوليو 2014. اطلع عليه بتاريخ 27 Sept 2014. {{استشهاد ويب}}: تحقق من التاريخ في: |تاريخ الوصول= (مساعدة)
30. ↑  "Qualifications and Training". Osteopathy Australia. مؤرشف من الأصل في 30 سبتمبر 2018. اطلع عليه بتاريخ 27 Sept 2014. {{استشهاد ويب}}: تحقق من التاريخ في: |تاريخ الوصول= (مساعدة)
31. ↑  "Canadian Osteopathic Association". Canadian Osteopathic Association. مؤرشف من الأصل في 25 نوفمبر 2018. اطلع عليه بتاريخ 27 Sept 2014. {{استشهاد ويب}}: تحقق من التاريخ في: |تاريخ الوصول= (مساعدة)
32. ↑  Mohamed rizk (2007). "Osteopathy". Physical Therapists Of Egypt Blog. مؤرشف من الأصل في 2017-08-05. اطلع عليه بتاريخ 2014-07-30.
33. ↑  "هشام خليل: الاستيوباثي علاج يستهدف العرض وليس المرض". مؤسسة الأهرام. مؤرشف من الأصل في 22 ديسمبر 2014. اطلع عليه بتاريخ 27 Sept 2014. {{استشهاد ويب}}: تحقق من التاريخ في: |تاريخ الوصول= (مساعدة)
34. ↑  "Master of Science training in osteopathy". مؤرشف من الأصل في 08 يوليو 2015. اطلع عليه بتاريخ 27 Sept 2014. {{استشهاد ويب}}: تحقق من التاريخ في: |تاريخ الوصول= (مساعدة)
35. ↑  "The History of the Egyptian Osteopathic Society". OsteoEgypt. مؤرشف من الأصل في 05 نوفمبر 2016. اطلع عليه بتاريخ 27 Sept 2014. {{استشهاد ويب}}: تحقق من التاريخ في: |تاريخ الوصول= (مساعدة)

### باللغة العربيَّة
1. ↑  منير البعلبكي (1982)، المورد: قاموس إنكليزي عربي (بالعربية والإنجليزية) (ط. 16)، بيروت: دار العلم للملايين، ص. 640، OCLC:10162337، QID:Q117787680
2. ↑  إلياس أنطون إلياس؛ إدوار إلياس إلياس (1994). قاموس إلياس العصري (بالعربية والإنجليزية). القاهرة: دار إلياس الحديثة للنشر. ص. 530. ISBN:978-977-5028-29-7. OCLC:1025782615. QID:Q132496933.